# Districtul autonom Neneția
Districtul autonom Neneția (rusă Ненецкий автономный округ) este un district autonom din Federația Rusă.

## Date geografice
Districtul se află situată în nord-estul Depresiunii Europene de Est la Marea Barenț. La vest districtul este limitată de munții Timan „Тиманский кряж” (463 m), spre vest de Munții Ural, iar la sud de Republica Komi. În cadrul districtului se află peninsula Kanin, insulele Kolguiev și Vaigaci, fluviul principal fiind Peciora. La nord în Marea Kara se află insulele Novaia Zemlia.

## Populație
Populația districtului era reprezentată în principal de neneți, ei fac parte din grupa samoiților, după perioada sovietică raportul s-a schimbat, în prezent grupările etinice fiind:
- ruși 66 %
- komi 13 %
- neneți 12 %
  - Limba oficială fiind rusa și neneta.